# Pyrenopeziza mercurialidis
Pyrenopeziza mercurialidis är en svampart som beskrevs av Graddon 1986. Pyrenopeziza mercurialidis ingår i släktet Pyrenopeziza, ordningen disksvampar, klassen Leotiomycetes, divisionen sporsäcksvampar och riket svampar.   Inga underarter finns listade i Catalogue of Life.